# Vivaldo Barbosa
Vivaldo Vieira Barbosa (Manhumirim, 23 de fevereiro de 1942) é um advogado, professor e político brasileiro. Foi deputado federal pelo Rio de Janeiro, de 1987 a 2003. Atualmente, é o presidente nacional do Partido Trabalhista Brasileiro (PTB) em refundação.

## Início da vida e formação acadêmica
Vivaldo Vieira Barbosa nasceu em 23 de Fevereiro de 1942 no município de Manhumirim, Minas Gerais. Filho de Vivaldo Barbosa Oliveira e Dalva Vieira Barbosa.
Em 1962, iniciou o curso de Direito na Universidade do Estado da Guanabara (UEG), atual Universidade do Estado do Rio de Janeiro (UERJ). Entre 1964 e 1965, foi presidente do Centro Acadêmico Luís Carpenter, da faculdade de direito. Recebeu seu diploma um ano depois, em 1966. Em 1970 se tornou professor no Centro de Estudos e Pesquisa do Ensino de Direito (CEPED) da Fundação Getúlio Vargas (FGV), no Rio de Janeiro.
Em 1972, foi aos Estados Unidos, onde iniciou seu mestrado em direito na Universidade de Harvard, concluído um ano depois. De volta ao Brasil, lecionou direito na Faculdade Cândido Mendes, atual Universidade Cândido Mendes (UCAM). Também foi professor do mestrado de direito da Pontifícia Universidade Católica do Rio de Janeiro (PUC-Rio). Nessa mesma época, chefiou a área de contratos da Interbrás, subsidiária da Petrobrás para o comércio internacional.
Em 1978, regressou aos Estados Unidos e a Harvard, dessa vez para iniciar seu doutorado, que seria concluído em 1980.

## Carreira Política

### Governo Brizola e Assembleia Constituinte
Em janeiro de 1981, Vivaldo Barbosa voltou ao Brasil e filiou-se ao Partido Democrático Trabalhista (PDT). Foi coordenador do grupo de estudos e projetos da campanha de Leonel Brizola para o governo do estado do Rio de Janeiro para a eleição de novembro de 1982.
Após a vitória de Brizola, Barbosa foi nomeado secretário da justiça do estado do Rio de Janeiro em 1983. Foi eleito também membro da executiva e do diretório nacional do PDT em 1984. No mesmo ano, fez viagens à Suécia e à Finlândia como titular da pasta da justiça. Como representante do PDT, esteve nos Estados Unidos ainda em 1984, na Argentina em 1985 e na Bulgária em 1986.
Sua gestão na secretaria de justiça se destacou pela implementação de uma política de direitos humanos, prisão e desmantelamento de grupos de extermínio,  e a criação do Conselho de Justiça, Segurança Pública e Direitos Humanos, presidido por ele. Deixou a secretaria em 1986, passando então a atuar na assessoria do governador. Em novembro do mesmo ano, se candidatou a uma vaga na Assembleia Nacional Constituinte, sendo eleito e tomando posse em  1º de fevereiro de 1987.
Em seu mandato como deputado federal constituinte, Barbosa foi vice-líder do PDT na assembleia,  foi ainda o primeiro vice-presidente da Subcomissão do Poder Executivo e suplente da Subcomissão do Poder Legislativo, tal como da Comissão da Organização dos Poderes e Sistema de Governo. Foi titular da Comissão de Sistematização entre 1987 e 1988, e da Comissão de Redação em 1988. Exerceu ainda uma das "relatorias de campo", trabalhando na compatibilização das propostas de comissões.
Nas votações mais importantes da época, foi favorável ao mandado de segurança coletivo, à limitação do direito à propriedade privada, da estabilidade no emprego, da jornada semanal de 40 horas, do turno ininterrupto de seis horas, da unicidade sindical, do aviso prévio proporcional, do voto facultativo aos 16 anos, da nacionalização do subsolo, do presidencialismo, da estatização do sistema financeiro, do limite de 12% ao ano para os juros reais, da legalização do jogo do bicho e da criação do fundo de apoio à reforma agrária. Votou contra o mandato de cinco anos para José Sarney e a pena de morte. Foi o deputado a apresentar o segundo maior número de emendas durante o período da constituinte.
Em 1989, tornou-se líder da bancada do PDT, posição que havia disputado com o deputado Carlos Alberto Caó. No ano seguinte, fez uma viagem à União Soviética como representante da Câmara dos Deputados e compareceu como observador parlamentar à assembleia geral da Organização das Nações Unidas (ONU). No mesmo ano, ainda participou da Comissão de Relações Exteriores da Câmara como suplente e da Comissão de Ciência e Tecnologia, Comunicação e Informática como titular.

### Segundo mandato (1991-1994)
Foi reeleito deputado federal nas eleições de 1990, novamente pelo estado do Rio de Janeiro. No início de seu mandato, em 1991, venceu mais uma disputa pela liderança da bancada do partido, dessa vez contra César Maia. No mesmo ano, participou das comissões de Constituição e Justiça e de Redação. Se opôs ao programa de privatizações do governo federal como secretário-geral da Frente Parlamentar Nacionalista, que fora reeditada. Fez contestações aos processos de privatização das siderúrgicas Usiminas e Acesita, apontando ilegalidade nos editais por permitirem a utilização de títulos da dívida externa na compra de ações. Segundo o argumento de Vivaldo, estas subavaliavam as empresas.
Em 1992, assumiu a presidência do diretório nacional do PDT no Rio de Janeiro.
Em 19 de Setembro de 1992, foi favorável à abertura do processo de impeachment do presidente Fernando Collor de Melo. Um dos autores do processo, o advogado Marcello Lavenère viria a afirmar, em entrevista à Folha de S.Paulo em 2015, que na época, quando presidente da Ordem dos Advogados do Brasil (OAB), teria entrado no processo após uma visita de quatro parlamentares, Barbosa sendo um deles. Os outros seriam os senadores Fernando Henrique Cardoso (PSDB) e Pedro Simon (PMDB), e o deputado Aldo Rebelo (PCdoB).
Em abril 1993, no plebiscito sobre forma e sistema de governo - que eventualmente viria a aprovar a manutenção do presidencialismo - coordenou a Frente Parlamentar Republicana Presidencialista. Coordenou também o Movimento contra a Revisão Constitucional, a qual tinha o início previsto pela constituição de 1988 para cinco anos após sua promulgação. O argumento era de que os deputados, cujos mandatos terminariam em pouco mais de um ano, não teriam legitimidade para fazer alterações na constituição. Entre 1993 e 1994, participou da Subcomissão de Subvenções Fiscais da CPI responsável por investigar denúncias contra José Carlos dos Santos, funcionário do Senado acusado de praticar irregularidades durante a elaboração do Orçamento da União pelo congresso.

### Saída da Câmara
Nas eleições de outubro de 1994, candidatou-se mais uma vez a deputado pela legenda do PDT, mas dessa vez não foi reeleito. Por suspeita de fraude, o Tribunal Regional Eleitoral (TRE) do Rio de Janeiro determinou que a eleição proporcional fosse anulada. Houve um segundo pleito no mesmo ano, e novamente Vivaldo Barbosa não conseguiu se reeleger.
Em 1998, ajudou a articular a unidade das oposições acerca das candidaturas de Luiz Inácio Lula da Silva (PT) a presidente e Brizola (PDT) como seu vice. No mesmo pleito, voltou ao cargo de deputado federal. Em 2002, porém, não se candidatou. Mas após deixar a câmara, comandou a Petro-Rio.
Nas eleições de 2006, disputou novamente o cargo de deputado federal, mas com somente 11947 votos, equivalente a apenas 0,15%, não foi eleito.
Em 2014, já filiado ao PSB, foi eleito 2° suplente na chapa do senador Romário, do mesmo partido, vencedor da disputa com 63,43% dos votos. Barbosa, entretanto, nunca exerceu o mandato, encerrado em 2023.
Em Abril de 2016, Vivaldo Barbosa foi um dos antigos membros da Assembleia Constituinte a assinar um manifesto contrário ao impeachment da presidente Dilma Rousseff. O documento foi apresentado no congresso pelo senador Paulo Paim (PT - RS).
No ano de 2021, filiou-se ao Partido dos Trabalhadores (PT). Junto com outros Brizolistas, Barbosa filiou-se ao partido pensando em ajudar a compor a candidatura petista para o ano de 2022. Sobre a filiação, Barbosa disse: "O PDT já não é trabalhista tampouco brizolista. Hoje, o PT é o caminho para o trabalhismo." Esse descontentamento é o que o fez articular para a refundação do antigo PTB.

## Controvérsias

### Escândalo do Bicho
Em abril de 1994, Vivaldo teve seu nome citado em uma lista, divulgada pelo procurador Antônio Carlos Biscaia, ex-subsecretário da justiça durante a gestão de Barbosa, de supostos beneficiários do jogo do bicho, ilegal no Brasil, para a campanha eleitoral de 1990. Os nomes listados haviam sido descobertos em disquetes apreendidos pela  Procuradoria-Geral de Justiça e a Polícia Militar em um escritório do bicheiro Castor de Andrade, encontrados dentro de cofres. Além de parlamentares, foram divulgados os nomes de juízes e policiais. O deputado negou ter recebido qualquer contribuição ilegal e alegou não saber explicar a origem de seu nome na lista.

## Livros Publicados
- A Rebelião da Legalidade (2002)
- Meeiros do Café – Gente e Ocupação da Zona Proibida do Caparaó (2009)